# Cosimo Caliandro
Cosimo Caliandro (ur. 11 marca 1982 we Francavilla Fontana, zm. 10 czerwca 2011 tamże) – włoski lekkoatleta specjalizujący się w biegach długodystansowych, halowy mistrz Europy z Birmingham (2007) w biegu na 3000 metrów.
Zmarł 10 czerwca 2011 roku w wypadku motocyklowym w rodzinnym mieście Francavilla Fontana, gdzie przyjechał na wakacje. Cosimo Caliandro był żonaty i miał dwóch synów.

## Sukcesy sportowe
- halowy mistrz Włoch w biegu na 3000 metrów – 2005, 2006 (w 2009 zdobył brązowy medal na tym dystansie)
- mistrz Włoch w biegu na 5000 m – 2006
- wicemistrz Włoch w biegu na 10000 m – 2010
- wicemistrz Włoch w biegu na 10 km – 2010
- międzynarodowy mistrz Polski w biegu na 10000 m – 2010
- 2001 – Grosseto, mistrzostwa Europy juniorów – złoty medal w biegu na 1500 m
- 2007 – Birmingham, halowe mistrzostwa Europy – złoty medal w biegu na 3000 m

## Rekordy życiowe
- bieg na 1500 metrów – 3:40,57 – 2004
- bieg na 3000 metrów (hala) – 7:48,88 – Stuttgart 03/02/2007
- bieg na 5000 metrów – 13:50,97 – Turyn 07/07/2006
- półmaraton – 1:02:41 – Ostia 28/02/2010